# Războiul din Irak
Războiul din Irak, cunoscut și ca Al Doilea Război din Golf, Războiul din Golf II, sau Al Doilea Război Irakian (primul Război Irakian sau Primul Război din Golf fiind numele pentru intervenția internațională împotriva Irakului din anul 1991),  a fost un conflict armat din 2003 până în 2011. A început odată cu invadarea Irakului de către coaliția condusă de Statele Unite, care a răsturnat guvernul irakian al lui Saddam Hussein . Conflictul a continuat în următorul deceniu, pe măsură ce a luat amploare o insurgență pentru a se opune forțelor coaliției și guvernului democratic irakian.  Trupele americane au fost retrase oficial în 2011. Statele Unite s-au reimplicat în 2014 în fruntea unei noi coaliții pe măsură ce insurgența a luat amploare. Invazia a avut loc ca parte a războiului împotriva terorii al administrației George W. Bush după atacurile din 11 septembrie, în ciuda faptului că nu există nicio legătură între Irak și atacurile teroriste.
În octombrie 2002, Congresul i-a acordat lui Bush dreptul de a decide dacă va lansa vreun atac militar în Irak.  Războiul din Irak a început pe 20 martie 2003,  când SUA, alături de Regatul Unit, Australia și Polonia, au lansat o campanie de bombardare numită „ șoc și uimire ”. Forțele irakiene au fost rapid copleșite pe măsură ce forțele coaliției au străbătut țara. Invazia a dus la prăbușirea guvernului ba'athist; Saddam Hussein a fost capturat în timpul Operațiunii Zori Roșii din decembrie același an și executat trei ani mai târziu . Vidul de putere care a urmat dispariția lui Saddam și gestionarea defectuoasă de către Autoritatea provizorie a coaliției a dus la un război civil larg răspândit între șiiți și suniți, precum și la o insurgență îndelungată împotriva forțelor coaliției . Statele Unite au răspuns cu întăriri de 170.000 de soldați în 2007 .  Întăririle au oferit un control mai mare guvernului și armatei Irakului și au fost considerate un succes militar.  În 2008, președintele Bush a fost de acord cu retragerea tuturor trupelor de luptă americane din Irak. Retragerea a fost finalizată sub Barack Obama în decembrie 2011.  
Statele Unite au intervenit din motivul că Irakul avea un program de arme de distrugere în masă  și reprezenta o amenințare pentru   aliații săi.   În plus, unii oficiali americani l-au acuzat pe Saddam că adăpostește și sprijină Al-Qaida .  În 2004, Comisia 9/11 a concluzionat că nu există nicio dovadă a vreunei relații între regimul lui Saddam și al-Qaeda.  În Irak nu au fost găsite stocuri de arme de distrugere în masă sau program activ de arme de distrugere în masă.  Oficialii administrației Bush au făcut numeroase afirmații cu privire la o pretinsă relație Saddam-al-Qaeda și ADM care s-au bazat pe dovezi insuficiente respinse de oficialii serviciilor de informații.   SUA s-au confruntat cu critici grele atât pe plan intern, cât și internațional.  Kofi Annan, pe atunci secretarul general al Națiunilor Unite, a numit invazia ca fiind ilegală conform dreptului internațional, deoarece a încălcat Carta ONU .  Raportul Chilcot din 2016, o anchetă britanică cu privire la decizia Regatului Unit de a intra în război, a concluzionat că nu au fost examinate toate alternativele pașnice, că Regatul Unit și SUA au subminat Consiliul de Securitate al Națiunilor Unite în procesul de declarare a războiului, că procesul de identificare pentru o bază legală de război a fost „departe de a fi satisfăcătoare”, și că, aceste concluzii luate împreună, războiul era inutil.    Interogat de FBI, Saddam Hussein a confirmat că Irakul nu avea arme de distrugere în masă înainte de invazia SUA. 
În urma invaziei, Irakul a organizat primele alegeri democratice  în 2005. Nouri al-Maliki a devenit prim-ministru în 2006 și a rămas în funcție până în 2014. Guvernul al-Maliki a adoptat politici care au înstrăinat minoritatea sunnită anterior dominantă a țării și au înrăutățit tensiunile sectare . În vara lui 2014, ISIS a lansat o ofensivă militară în nordul Irakului și a proclamat un califat islamic la nivel mondial, ducând la Operațiunea Inherent Resolve, un alt răspuns militar din partea Statelor Unite și a aliaților săi.  
Se estimează că între 151.000 și 1.033.000 de irakieni au murit în primii trei până la cinci ani de conflict. În total, războiul a provocat 100.000 sau mai mulți morți, civilii reprezentând aproximativ 61% din numărul total de decese  - precum și zeci de mii de morți militari. Majoritatea deceselor au avut loc ca urmare a insurgenței și a conflictelor civile dintre 2004 și 2007. Ulterior, Războiul din Irak din 2013 până în 2017, care este considerat un efect domino al invaziei și ocupației, a provocat cel puțin 155.000 de morți, pe lângă strămutarea a peste 3,3 milioane de oameni în interiorul țării.    În plus, războiul a afectat popularitatea internă și imaginea publică a lui Bush  și, de asemenea, a afectat puternic popularitatea premierului Tony Blair în Regatul Unit, ducând în 2006 la intenția sa de a demisiona sub presiunea mare din partea partidului său.  